# Joško Kreković
Joško Kreković, né le 17 avril 1969 à Split, est un joueur de water-polo croate. 

## Carrière
Avec l'équipe de Croatie de water-polo masculin, Joško Kreković est médaillé d'argent aux Jeux olympiques d'été de 1996 à Atlanta.